# Thomas Pykke
Thomas Pykke, ma noto anche come Packe, (fl. XV secolo), è stato un compositore inglese attivo nel XV secolo.

## Biografia
Come per molti compositori suoi contemporanei, nulla si conosce sulla sua vita, se non quanto risulta dal Manoscritto Ritson nel quale figurano alcuni suoi pezzi. Essi consistono in due messe, Rex summe e Gaudete in Domino, entrambe a cinque voci, una laude, Gaude sancta Magdalena e un'antifona, Lumen ad revelationem. Dalle sue opere non sembra essere stato un musicista di primo piano, anche se le sue opere ritrovate reggono bene il confronto con quelle inserite nel Libro corale di Eton.